# Stanisław Baczyński (pisarz)

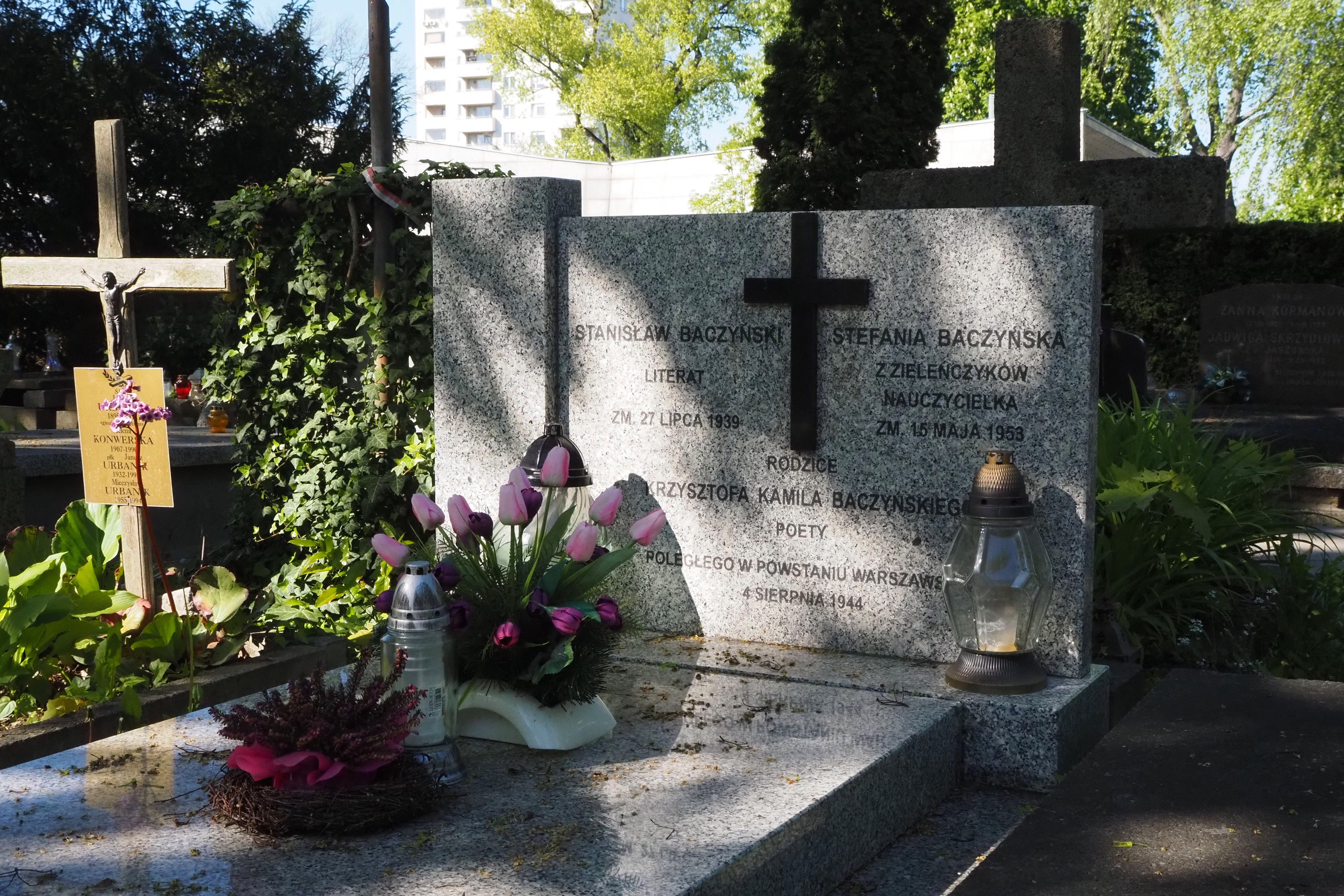
Grób Stanisława Baczyńskiego i Stefanii Baczyńskiej na Cmentarzu Wojskowym na Powązkach

Stanisław Baczyński, ps. Adam Kersten, Akst (ur. 5 maja 1890 we Lwowie, zm. 27 lipca 1939 w Warszawie) – polski pisarz, krytyk literacki, publicysta i historyk literatury, działacz socjalistyczny, żołnierz Legionów Polskich, kapitan piechoty Wojska Polskiego, ojciec Krzysztofa.

## Życiorys
Był synem powstańca styczniowego. W czasie I wojny światowej działał w Polskiej Organizacji Wojskowej, a następnie pełnił służbę w Komendzie I Brygady Legionów. We wrześniu 1919 przeniesiony został do Oddziału II Sztabu Generalnego WP i brał udział w tajnych operacjach. Jako komendant pociągu sanitarnego nr 15 był szefem ochrony podczas prowadzonej w październiku i listopadzie 1919 trzeciej turze tajnych negocjacji polsko-bolszewickich. Miejscem negocjacji był pociąg sanitarny stojący na małej stacji Mikaszewicze na zapleczu polskiego frontu na wschodnim Polesiu. Por. Stanisław Baczyński należał do grona najbardziej zaufanych oficerów wywiadu i stykał się m.in. z przewodniczącym delegacji bolszewickiej Julianem Marchlewskim, osobistym wysłannikiem Józefa Piłsudskiego kpt. Ignacym Boernerem, zastępcą szefa Zarządu Cywilnego Ziem Wschodnich hr. Michałem Kossakowskim. W czasie III powstania śląskiego kierował działaniami dywersyjnymi podgrupy destrukcyjnej „Południe”, części Grupy Destrukcyjnej Wawelberg prowadzącej działania specjalne. kierował również w tym czasie Wydziałem Plebiscytowym na Śląsku Cieszyńskim. 
W 1924 był oficerem rezerwy 32 pułku piechoty w Twierdzy Modlin (zweryfikowany w stopniu kapitana ze starszeństwem z dniem 1 czerwca 1919, w 1924 zajmował 1410 lokatę na liście starszeństwa oficerów rezerwy piechoty).
W latach 1929–1930 wydawał w Warszawie miesięcznik literacki „Europa”. Publikował m.in. w czasopismach „Wiek XX” i „Lewy Tor”.
W 1951 jego prace Jakiej chcemy armii? i Wódz i naród wydane pod pseudonimem Akst., a także Kresy wschodnie: źródła i perspektywy sprawy rusińskiej w Galicji zostały wycofane z polskich bibliotek oraz objęte cenzurą.
Mąż Stefanii Baczyńskiej. Ojciec poety Krzysztofa Kamila Baczyńskiego. Syn dedykował mu wiersz Elegia, napisany w sierpniu 1939, po śmierci ojca. Jest także wspominany w kilku innych wierszach poety, m.in. Rodzicom, Deszcze.
Pochowany na Cmentarzu Wojskowym na Powązkach (kwatera 5B-6-47).

## Dzieła
Stanisław Baczyński napisał m.in.:
- Historie o szczęściu i cnocie. Grecja – Rzym (1917)[1]
- Sztuka walcząca (1923)[8]
- Syty Paraklet i głodny Prometeusz (1924)[9]
- Literatura piękna polski porozbiorowej (1924)[10]
- Losy romansu (1927)[1]
- Prawo sądu (1930)[11]
- Powieść kryminalna (1932)
- Literatura w ZSRR (1932)
- Wiszary (1913)[1]
- Rzeczywistość i fikcja (1939)[12]

## Ordery i odznaczenia
- Krzyż Niepodległości z Mieczami – 6 czerwca 1931 roku „za pracę w dziele odzyskania niepodległości”[13]
- Krzyż Walecznych – trzykrotnie
- Złoty Krzyż Zasługi
- Krzyż na Śląskiej Wstędze Waleczności i Zasługi